# 60.ª Conferencia de Seguridad de Múnich
La 60ª Conferencia de Seguridad de Múnich tuvo lugar del 16 al 18 de febrero de 2024 y celebró su 60 aniversariobajo el lema «Lose-Lose», que también fue el título del Informe de Seguridad de Múnich. El tema principal se refería a la necesidad de remodelar el orden mundial en beneficio de todos, como alternativa integradora a la dinámica de «perder-perder» que supone la expansión del aislacionismo. Siguiente los resultados del debate de Múnich, se necesita más voluntad política para poner en práctica las propuestas de reforma. Se reunieron casi 1.000 participantes de 109 países, entre ellos 45 jefes de Estado y de Gobierno. En las 60 sesiones del programa principal, más de la mitad de los oradores fueron mujeres y más de una cuarta parte procedían de países del Sur Global. Además, hubo más de 200 actos paralelos organizados por organizaciones públicas y privadas.